# Anastrepha caudata
Anastrepha caudata är en tvåvingeart som beskrevs av Stone 1942. Anastrepha caudata ingår i släktet Anastrepha och familjen borrflugor. Inga underarter finns listade i Catalogue of Life.